# Мини Ултра
Мини Ултра, позната и као само Мини, био је српски телевизијски канал који је почео са емитовањем 6. септембра 2011. године. Власници канала били су United Group са 75% и Luxor Co. са 25%, који је направио овај канал.
Такође се емитовала и на територији Црне Горе, Босне и Херцеговине и Северне Македоније.
United Group је 1. августа 2019. године угасила канале Мини Ултра и Ултра.

## Програм
| Мој мали пони: Пријатељство је чаролија (1–6. сезона) |

| Питалице и загонетке |

| Погађајте са Чађом |

| Раја рикша |

| Смешарики |

| Дрво фу Том |

| Френклин и пријатељи |

| Хелоу Кити и пријатељи |

| Френина стопала |

| Телетабиси |

| Џулијус јуниор |

| Супер крила |

| Турбо |